# Буэ (Приморская Шаранта)
Буэ́ (фр. Bouhet) — коммуна во Франции, находится в регионе Пуату — Шаранта. Департамент коммуны — Приморская Шаранта. Входит в состав кантона Эгрефёй-д’Они. Округ коммуны — Рошфор.
Код INSEE коммуны — 17057.

## Население
Население коммуны на 2010 год составляло 871 человек.
| 1962 | 1968 | 1975 | 1982 | 1990 | 1999 | 2010 |
| ---- | ---- | ---- | ---- | ---- | ---- | ---- |
| 313  | 303  | 277  | 377  | 390  | 410  | 871  |

## Экономика
В 2010 году среди 574 человек трудоспособного возраста (15—64 лет) 409 были экономически активными, 165 - неактивными (показатель активности - 71,3%, в 1999 году было 67,2%).  Из 409 активных жителей работали 379 человек (209 мужчин и 170 женщин), безработных было 30 (7 мужчин и 23 женщины).  Среди 165 неактивных 39 человек были учениками или студентами, 45 - пенсионерами, 81 были неактивными по другим причинам.